# 赫姆洛克 (印地安納州)
赫姆洛克（英語：Hemlock）是位於美國印地安納州霍華德縣的一個非建制地區。該地的面積和人口皆未知。